# Pedro Almodóvar
Pedro Almodóvar Caballero (Calzada de Calatrava, 25 de septiembre de 1949) es un director de cine, guionista y productor español, el que mayor aclamación y resonancia ha logrado fuera de España en las últimas décadas desde Luis Buñuel. Ha recibido los principales galardones cinematográficos internacionales, entre ellos dos premios Óscar, un León de Oro, un premio Ariel y varios Premios Goya. En 2017 fue el presidente del jurado del Festival de Cannes.
Ostenta la condición de Caballero de la Orden de la Legión de Honor francesa (1997), además de haber obtenido la Medalla de Oro al Mérito en las Bellas Artes (1998). Fue investido doctor honoris causa por la Universidad de Harvard en 2009, condecoración que también recibió en junio de 2016 en la Universidad de Oxford. Ganó el premio Ariel a la mejor película iberoamericana por Dolor y gloria en 2020.

## Biografía

### Infancia y juventud (1949-1985)
Nació el 25 de septiembre de 1949 en Calzada de Calatrava, en una familia de empresarios vitivinícolas con gran presencia de mujeres, cuyo mundo plasmaría en películas como Volver. Sus padres eran Antonio Almodóvar (fallecido en 1980) y Francisca Caballero (1916-1999). Emigró a Madrigalejo, Orellana la Vieja y más tarde a Parla (Madrid), y estudió el bachillerato en Cáceres capital con los padres salesianos y franciscanos, siendo por entonces cuando se aficionó al cine. La primera comunión la hizo en el pueblo monegrino de Poleñino, provincia de Huesca.
A los dieciocho años se trasladó a Madrid para estudiar cine, pero no pudo matricularse en la Escuela de Cine, recién cerrada. Trabajó entonces en diversos empleos hasta que logró un puesto de ordenanza en Telefónica, que conservó durante doce años, al mismo tiempo que se sumergía de cabeza en el mundo de la movida madrileña, y fue miembro del grupo teatral Los Goliardos, en el que conoció a Félix Rotaeta y a Carmen Maura, y del dúo de punk-glam rock paródico Almodóvar & McNamara en el que, al lado de Fabio McNamara (Fabio de Miguel), generó canciones tan cómicas como Gran ganga o Voy a ser mamá.Convirtiéndose en una de las figuras más destacadas de la Movida.
Escribió también la novela corta Fuego en las entrañas, una fotonovela porno (Toda tuya), múltiples relatos en periódicos (El País, Diario 16 y La Luna) y cómics contraculturales como Star, El Víbora y Vibraciones, donde creó un personaje propio, llamado Patty Diphusa, protagonista de la novela que lleva su nombre publicada en 1991, que fue un gran éxito editorial y una de las obras más significativas de la eclosión de la literatura homosexual en España en la década de 1990.
Dirigió su primera película, Pepi Luci, Bom y otras chicas del montón, con unas 500 000 pesetas, que obtuvo de sus amigos y el guion de Erecciones generales, que le había encargado El Víbora.
Su reconocimiento popular comenzaría, sin embargo, con el film ¿Qué he hecho yo para merecer esto? (1984), también protagonizado por Carmen Maura, actriz fetiche de sus primeros filmes. En 1985 rodó el mediometraje Tráiler para amantes de lo prohibido, por encargo de TVE para el programa La edad de oro. Esta etapa de iniciación se cierra con la perturbadora, e incomprendida en su momento, Matador.

### El Deseo, años noventa y madurez (1985-2009)

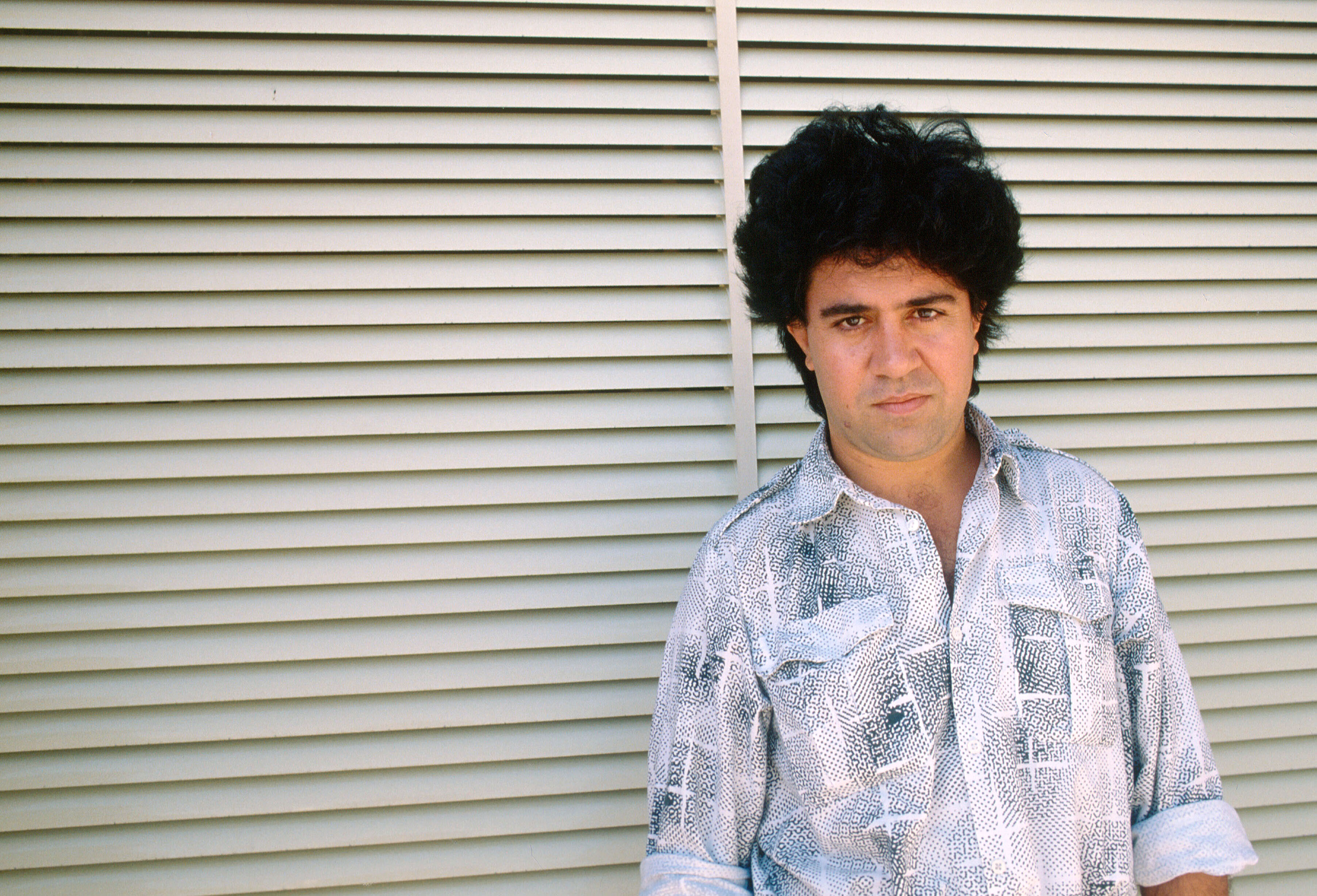
Pedro Almodóvar en 1988.

En 1985 fundó, junto a su hermano Agustín, la compañía productora El Deseo, cuyas primeras películas serían La ley del deseo (1987),  Mujeres al borde de un ataque de nervios (1988), ¡Átame! (1990) y Tacones lejanos (1991), que le permitirían lograr ya cierta repercusión internacional, sobre todo en Argentina y Francia, y abundantes premios internacionales. Mujeres al borde de un ataque de nervios sería el primer contacto de Almodóvar con los Óscar, al ser seleccionada por la Academia de las Artes y las Ciencias Cinematográficas de Hollywood como candidata al Óscar a la mejor película en lengua extranjera.
Tras el descalabro de Kika (1993), su carrera no alcanzó un éxito rotundo hasta 1999, con la repercusión internacional de Todo sobre mi madre, que se alzó con numerosos premios en todo el mundo, entre ellos el primer Óscar, en la categoría de Mejor Película de Habla no Inglesa. En esta época comenzó el desencuentro de Almodóvar con la Academia de las Artes y las Ciencias Cinematográficas de España, al manifestar, en 2003, que la academia se había equivocado al no seleccionar su Hable con ella (2002) como candidata española para representar a España en los premios Óscar. A la postre, la academia hollywoodiense descartó Los lunes al sol (2002), de Fernando León de Aranoa, como finalista para la citada categoría, y por el contrario premió con el Óscar al mejor guion a Hable con ella, y Almodóvar fue candidato, además, en el apartado de mejor director.
No obstante, los premios Goya de 2004 volverían a recaer en su mayor parte en la película Mar adentro, de Alejandro Amenábar, y dejaron sin ninguno a La mala educación. A pesar de que Mar adentro ganó el Óscar a la Mejor Película de Habla no Inglesa, mientras que La mala educación tuvo un recibimiento mixto del público y la crítica, un año después Pedro Almodóvar y su hermano Agustín abandonarían la academia española, en desacuerdo con el sistema vigente de votaciones y por cierta animadversión de los académicos hacia su obra.

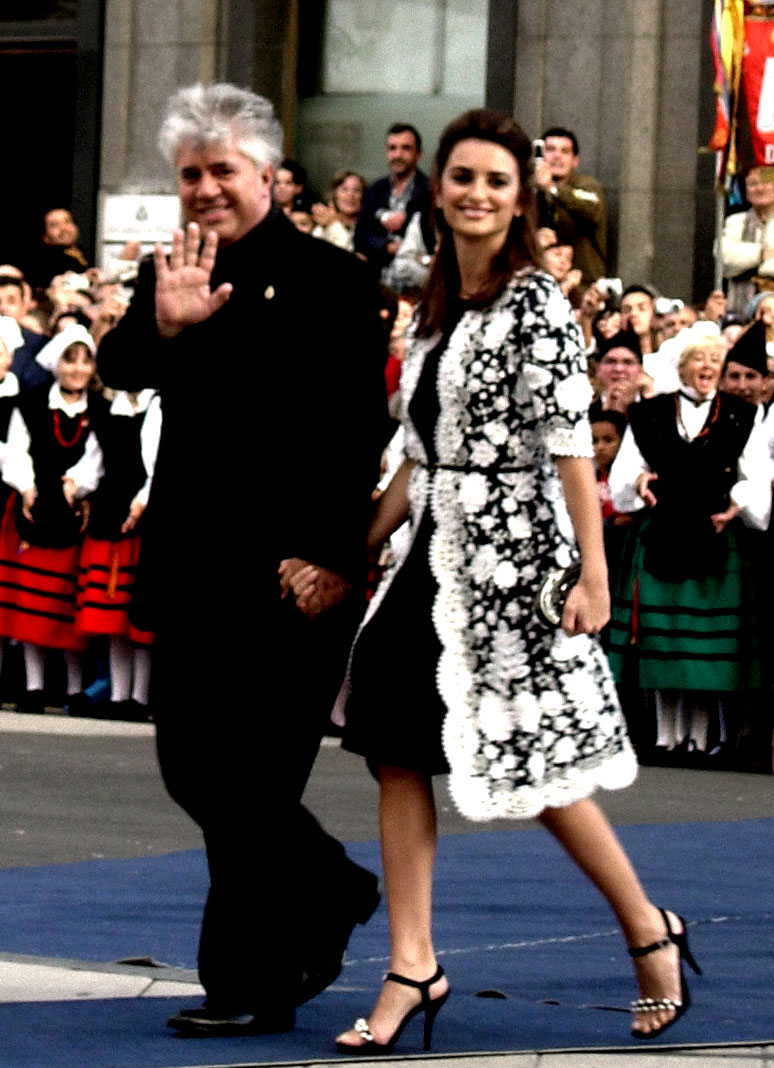
Pedro Almodóvar y Penélope Cruz en la entrega del Premio Príncipe de Asturias de las Artes en 2006.

### Etapa introspectiva y últimos años (2006-presente)
Tras la muerte de su madre, rememoró su infancia en Volver (2006), película que supuso una especie de "reconciliación" entre Almodóvar y la academia de cine española (le fueron concedidos cinco premios Goya), así como su reencuentro con la actriz Carmen Maura. Además, esta obra continuó la tendencia de éxito internacional, tanto de él como de su actriz principal, Penélope Cruz, quien junto al resto del reparto femenino del filme fue galardonada en el Festival de Cannes. Recibió también otros dos importantes galardones nacionales: el Premio Príncipe de Asturias de las Artes en 2006 y el Premio Terenci Moix en 2007.
Finalmente, en la Gala de los Premios Goya 2010, el 14 de febrero, Almodóvar fue presentado por Rosa María Sardá y por Andreu Buenafuente para entregar el premio a la mejor película. La sorpresa fue mayúscula, ya que ningún asistente a la ceremonia sabía que acudiría, salvo el presentador, y el presidente de la Academia, Álex de la Iglesia. Con ello, se escenificó la reconciliación entre Almodovar y la Academia de las Artes y las Ciencias Cinematográficas de España. 
El 10 de enero de 2012 el director fue nominado para los Premios Goya a la mejor película por La piel que habito.Julieta se estrenó en 2016, protagonizada por Emma Suárez y Adriana Ugarte, y se basa en tres historias cortas inspiradas del libro Runaway ('Julieta', 'Pronto' y 'Silencio') de Alice Munro. La película obtuvo un éxito comercial limitado en España, y logró mayor reconocimiento en Francia, donde recaudó el doble de dinero a las dos semanas de estrenarse, y superó las cifras de su anterior filme, la comedia Los amantes pasajeros (2013). El 19 de agosto de 2016, Julieta fue preseleccionada (junto a La novia y El Olivo) por la Academia de las Artes y las Ciencias Cinematográficas de España para representar a España en los Premios Óscar.
Diseñó el cartel de la edición del Festival de Cine de Nueva York del año 2019, en la que también estuvo presente con su película Dolor y gloria. Esta película fue considerada la más representativa de la línea introspectiva iniciada por el director, y tiene un peso significativo de temas como la autoficción, las relaciones familiares, el paso del tiempo o la memoria.Fue nominada al Óscar en las categorías de Mejor película de habla no inglesa y Mejor actor (Antonio Banderas).
En 2020 estrenó el cortometraje La voz humana, protagonizado por Tilda Swinton y basado en el monólogo homónimo de Jean Cocteau. El año siguiente se estrenó Madres paralelas, que abordaba por primera vez en su filmografía la Guerra civil y obtuvo nominaciones a los Óscar a mejor actriz (Penélope Cruz) y mejor banda sonora (Alberto Iglesias). En 2023 estrenó el mediometraje western Extraña forma de vida, protagonizado por Ethan Hawke y Pedro Pascal, y anunció el rodaje en Nueva York de su primer largometraje en inglés.
En 2024 comenzó el rodaje de La habitación de al lado, protagonizada por Tilda Swinton y Julianne Moore.  La película ganó el León de Oro en la edición de 2024 del Festival de Cine de Venecia, convirtiéndose en la primera película española en ganar el premio. Además, fue galardonada con el premio Feroz a la Mejor Película por la Asociación de Informadores Cinematográficos de España.

### Militancia política
Pedro Almodóvar fue una de las figuras públicas más significadas en contra de la invasión de Irak y del apoyo del Gobierno español al estadounidense en ese asunto, y fue, junto con Fernando Fernán Gómez y Leonor Watling, el encargado de leer el manifiesto en contra de la guerra y del gobierno de José María Aznar en la masiva manifestación (entre 660 000 y 990 000 personas) que tuvo lugar en Madrid el 15 de febrero de 2003.
En 2004, después de las elecciones de marzo ganadas por el PSOE, en la presentación de su película La mala educación, Almodóvar lanzó un duro ataque al PP, y declaró que se había vuelto a la democracia después de «la modorra de estos ocho años». Días antes de las elecciones se habían perpetrado los atentados del 11M en Atocha. Almodóvar suspendió todos los festejos de presentación de la película nada más conocerse la noticia: «Hemos vivido momentos durísimos, de mucho dolor y por eso decidimos suspender todo lo festivo, por eso no vamos a hacer la gala de estreno ni la fiesta posterior». También mostró su satisfacción por el triunfo del PSOE, pero matizada por los tristes sucesos: «Esta terrible semana ha culminado con una noticia liberadora, lástima que tuviéramos que pagar un precio tan alto». Acusó al gobierno del PP de manipular la información durante esos días: «El secuestro y la manipulación de la información a la que ya nos tenían acostumbrados, esa oscuridad, no es democracia». Y se hizo eco de un rumor que corría a través de Internet:

Voy a decir una cosa que por ahora circula como rumor y que si se confirma puede ser terrorífico, y es que el PP estuvo a punto, el sábado a las doce de la noche, de provocar un golpe de Estado. No quiero ser fino ni delicado. No se trata de tirar piedras, pero hay que ver cómo se ha ido el PP. Pero, por fin, volvemos a estar en una España democrática donde se puede hablar claro. Ha sido el pueblo español el que salió a la calle a pedir información y aquello, afortunadamente, no se pudo parar.

Rajoy calificó las palabras de Almodóvar de «una colosal mentira», dijo sentir «vergüenza» de que un compatriota pudiera afirmar tales cosas, y llegó a interponer infructuosamente una querella contra el director.
En enero de 2008 fue uno de los participantes, junto a otros directores y actores, en la Plataforma de Apoyo a Zapatero. Almodóvar señaló posteriormente que su apoyo se extiende «a toda la izquierda».
Con razón de la promoción de su última película Los amantes pasajeros, Almodóvar declaró a XL Semanal: «La segunda etapa de Zapatero fue un auténtico desastre. Hombre, en sus primeros años hizo cosas, pero... A ver, yo, como mucha gente, apoyé a Zapatero en 2008 para evitar que el PP llegara al poder. Me equivoqué. ¿Cómo iba a saber que este hombre reaccionaría así ante la crisis?». A raíz de la decepción que supuso la segunda legislatura de Zapatero, Pedro Almodóvar apoyó en varias ocasiones al partido de izquierdas Unidos Podemos-Podemos, tanto en las elecciones a la Alcaldía de Madrid en 2015 (Ahora Madrid), donde se le vio en un mitin de Manuela Carmena, como en las elecciones generales. Fue, además, uno de los intelectuales del mundo de la cultura que pidió una candidatura de unidad popular de cara a las elecciones del 20 de diciembre de 2015. Tras aquellas elecciones se mantiene neutral y públicamente y oficialmente no pide el voto para ningún partido político o candidatura.

#### Reconocimiento
El día 27 de junio de 2022, víspera del 28 de junio, Día Internacional del Orgullo LGBTI, le fue entregado un Reconocimiento Arcoíris, otorgado por el Ministerio de Igualdad de España y la Dirección General de Diversidad Sexual y Derechos LGTBI, por su contribución, a lo largo de toda su carrera, a la visibilidad de la diversidad LGTBI desde la positividad y el protagonismo durante más de 40 años.

#### Críticas
Medios de comunicación conservadores han atacado a Almodóvar en varios sentidos. El desaparecido sitio web La Nación le reprochaba ser «difusor por el mundo de unos estereotipos con los que nos identifican por el mundo. España es un país de travestidos, homosexuales, yonquis, histéricas...», al tiempo que relacionaba su patrimonio con las subvenciones que habían recibido sus producciones. En ese mismo sentido, el antecesor de La Nación, el semanario Época, titulaba un artículo en octubre de 2006: «Almodóvar se hace de oro con el dinero de todos».Libertad Digital, con motivo de la participación de Almodóvar en un mitin de artistas a favor de Rodríguez Zapatero, afirmó que los «activos» de Almodóvar sumaban 67 millones de euros y que su apoyo a Zapatero tenía como trasfondo un «interés comercial: el canon digital. Además de los grandes ingresos que debe recaudar en este concepto».

## Obra y estilo

### Estilo

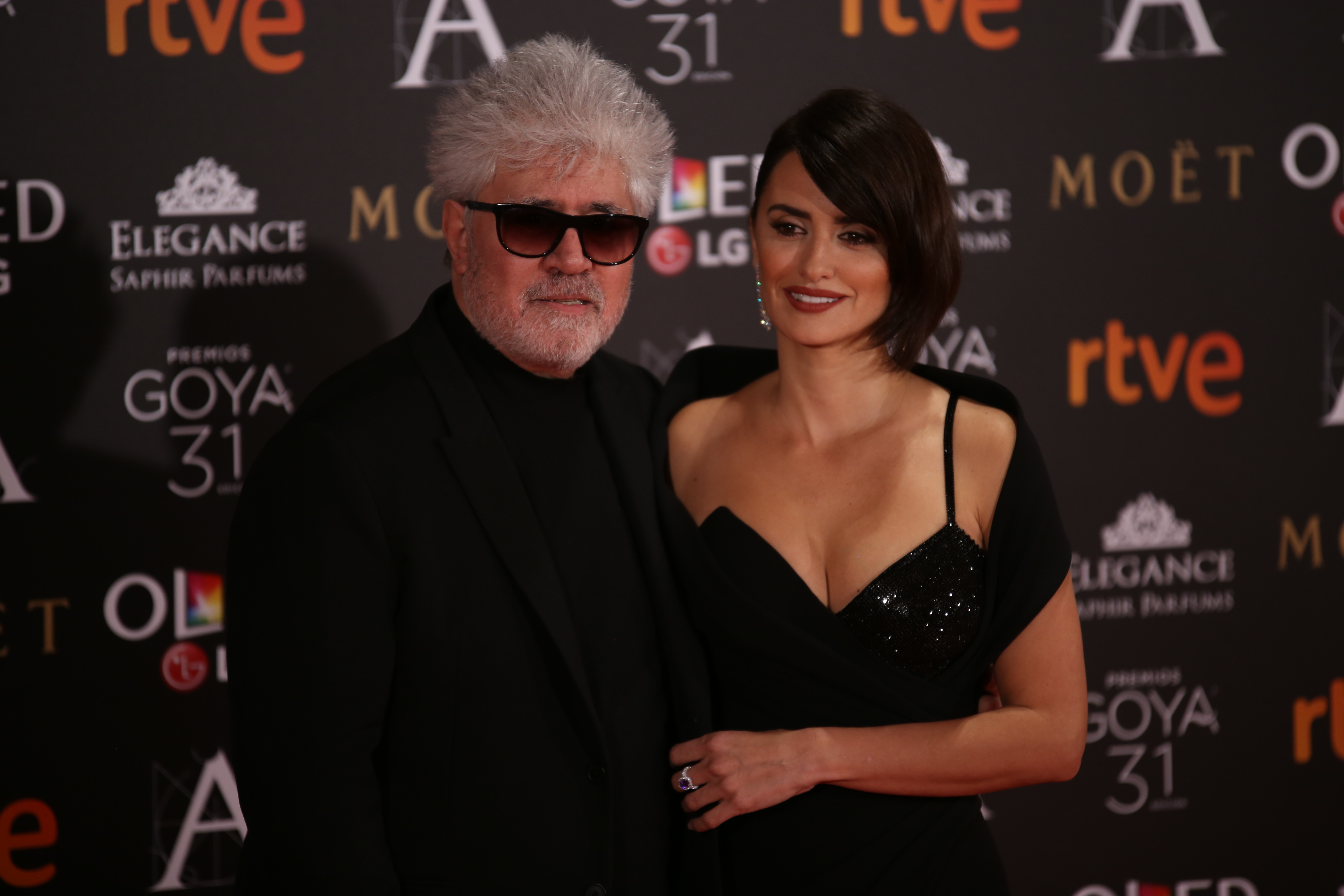
Pedro Almodóvar y Penélope Cruz en los Premios Goya en 2017.

El cine de Almodóvar puede dividirse en cuatro grandes etapas, desde unos inicios experimentales y contraculturales a un estilo naturalista y finalmente de comentario social e introspección. Muchas de sus obras más conocidas, especialmente de las primeras dos etapas, representan una realidad marginal o del subproletariado urbano y abundan en elementos poco tradicionales o provocadores en su momento: policías corruptos, consumo de drogas, maltrato, prostitución, niños precoces, transgresión de roles de género y escenas sexuales homosexuales y no tradicionales, como la lluvia dorada de su primer largo en 35 mm Pepi, Luci, Bom y otras chicas del montón (1980). Estos elementos aparecen con frecuencia vinculados a una mezcla de humor irreverente y melodrama. Su etapa final se aleja de este tono en favor de un mayor peso de la autoficción, las relaciones familiares, el paso del tiempo o la memoria.
Sus primeros cortometrajes, entre los que se encontraban Folle, folle, fólleme... Tim (1978), estaban filmados en Super 8 y tenían una impronta punk y próxima a la escena contracultural española del momento, en la que cineastas queer como Els 5 QK's o Pierrot también hicieron uso de este formato y códigos similares.El carácter provocador del cine de esta etapa puede entenderse como un deseo de épater les bourgeois («perturbar a los burgueses»), pero también de sacudir los imaginarios de la recién finalizada dictadura franquista. Las películas de la primera etapa incorporan también elementos kitsch y del cutre lux, así como una fotografía con colores muy vivos y fuertemente contrastados, exteriores vulgares y degradados y, de forma especialmente visible en ¿Qué he hecho yo para merecer esto? (1984), las desproporciones violentas entre los intérpretes humanos y los entornos físicos de los edificios y autopistas. A pesar de la centralidad de los personajes dramáticos femeninos, con frecuencia emancipados, en su obra, la representación de la violencia machista en películas como ¡Átame! (1989), en la que mujer se enamora de su secuestrador, o Kika (1993), que trata una agresión sexual desde el humor, ha despertado controversia.La crítica Lynn Hirschberg ha señalado el carácter «redentor» de cómo el director tiende a abordar estos personajes violentos.
La obra de sus dos primeras etapas también combina elementos de transgresión, como los ya mencionados, el arte de vanguardia, la influencia de Buñuel, el humor negro o el anticlericalismo, con elementos más tradicionales, como el casticismo, la cultura de masas o la infancia rural. En este sentido, destaca también el protagonismo de los boleros, el tango y temas de Chavela Vargas, Caetano Veloso o Luz Casal en películas como Tacones Lejanos (1991), Hable con ella (2002) o Volver (2006). En cintas como Tacones Lejanos o La flor de mi secreto (1995) cobran mayor peso las influencias del melodrama clásico inspirado en Douglas Sirk.

#### Intertextualidad
Otro rasgo destacado de su cine es la intertextualidad. En La mala educación (2004), la película del personaje Enrique Goded hacía una «abuela fantasma», referencia a la que encarnaría Carmen Maura en Volver (2006). En La flor de mi secreto el personaje de Amanda Gris (Marisa Paredes) escribe un relato que sería adaptado al cine, y cuyo argumento se desarrolla en Volver y había aparecido en ¿Qué he hecho yo para merecer esto?. La enfermera Manuela de La flor de mi secreto (Kiti Mánver) reaparece en Todo sobre mi madre (1999) interpretada por Cecilia Roth. En La ley del deseo (1987), Carmen Maura interpreta a una mujer transexual que visita al cura que la educó de pequeña (cantaba en el coro de la iglesia), argumento que veinte años después se convierte en la columna vertebral de «La visita», el relato que da vida a La mala educación.
En Los abrazos rotos (2009), la historia gira en torno a la película ficticia Chicas y maletas, de la que el protagonista es director. El argumento y los personajes de esta película son los de Mujeres al borde de un ataque de nervios (1988). La situación en que un hermano prófugo amordaza y viola a la protagonista, presente en Kika (1993), se repite en La piel que habito (2011) con ligeros cambios.

### Etapas

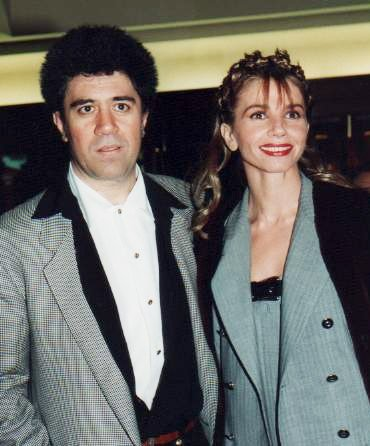
Almodóvar con Victoria Abril, en los Premios César en París en 1993.

Es posible distinguir cuatro etapas en su producción:
1. Etapa experimental: Pepi, Luci, Bom y otras chicas del montón, Laberinto de pasiones, Entre tinieblas y ¿Qué he hecho yo para merecer esto?
2. Etapa de perfeccionamiento formal: Matador, La ley del deseo, Mujeres al borde de un ataque de nervios, ¡Átame!, Tacones lejanos y Kika.
3. Etapa social: La flor de mi secreto, Carne trémula, Todo sobre mi madre, Hable con ella y La mala educación.
4. Etapa introspectiva: Volver, Los abrazos rotos, La piel que habito, Los amantes pasajeros, Julieta, Dolor y gloria, Madres paralelas y La habitación de al lado.

## Filmografía

### Largometrajes
| Año  | Película                                  | Notas                                                                                                   |
| ---- | ----------------------------------------- | --- |
| 1980 | Pepi, Luci, Bom y otras chicas del montón | |
| 1982 | Laberinto de pasiones                     | |
| 1983 | Entre tinieblas                           | |
| 1984 | ¿Qué he hecho yo para merecer esto?       | |
| 1986 | Matador                                   | |
| 1987 | La ley del deseo                          | |
| 1988 | Mujeres al borde de un ataque de nervios  | Goya a la mejor película                                                                                |
| 1989 | ¡Átame!                                   | Nominada al Goya a la mejor película                                                                    |
| 1991 | Tacones lejanos                           | |
| 1993 | Kika                                      | |
| 1995 | La flor de mi secreto                     | |
| 1997 | Carne trémula                             | |
| 1999 | Todo sobre mi madre                       | Goya a la mejor película; Óscar a la mejor película extranjera                                          |
| 2002 | Hable con ella                            | Óscar al mejor guion original; Nominada al Óscar al mejor director Nominada al Goya a la mejor película |
| 2004 | La mala educación                         | Nominada al Goya a la mejor película                                                                    |
| 2006 | Volver                                    | Goya a la mejor película. Nominada al Óscar a mejor actriz principal (Penélope Cruz)                    |
| 2009 | Los abrazos rotos                         | |
| 2011 | La piel que habito                        | Nominada al Goya a la mejor película                                                                    |
| 2013 | Los amantes pasajeros                     | |
| 2016 | Julieta                                   | Nominada al Goya a la mejor película                                                                    |
| 2019 | Dolor y gloria                            | Goya a la mejor película                                                                                |
| 2021 | Madres paralelas                          | Nominada al Goya a la mejor película                                                                    |
| 2024 | La habitación de al lado                  | León de oro en el Festival de Venecia                                                                   |
| 2026 | Amarga Navidad                            | |

### Cortometrajes
- 1978 - Salomé
- 1985 - Tráiler para amantes de lo prohibido
- 2009 - La concejala antropófaga
- 2020 - La voz humana
- 2023 - Extraña forma de vida

### Títulos como actor
- ¿Qué hace una chica como tú en un sitio como este?, de Fernando Colomo (1978).
- Un hombre llamado Flor de Otoño, de Pedro Olea (1978).
- Tatuaje, de Bigas Luna (1979).
- Pepi, Luci, Bom y otras chicas del montón, de Pedro Almodóvar (1980).
- Arrebato, de Iván Zulueta (voz)
- Laberinto de pasiones, de Pedro Almodóvar (1982).
- ¿Qué he hecho yo para merecer esto?, de Pedro Almodóvar (1984).
- Matador, de Pedro Almodóvar (1986).
- La ley del deseo, de Pedro Almodóvar (1987).
- En la cama con Madonna, de Alek Keshishian (1991).

## Discografía

### como Almodóvar y McNamara
- Suck It to Me / Gran Ganga (1982) - 7" (BSO de Laberinto de pasiones).
- Gran Ganga / Suck It to Me (1982) - 12" (BSO de Laberinto de pasiones).
- ¡Cómo está el servicio... de señoras! (1983) - LP y MC (reediciones en CD de 1997, 2005 y 2015).
- Satana S.A. / Voy a ser mamá (1983) - 7".
- Susan Get Down (1983) - 7".
- Gran Ganga / Voy a ser mamá (1989) - 7".

## Colaboradores recurrentes

### Actores
| Actores               | Pepi, Luci, Bom y otras chicas del montón (1980) | Laberinto de pasiones (1982) | Entre tinieblas (1983) | ¿Qué he hecho yo para merecer esto? (1984) | Matador (1986) | La ley del deseo (1987) | Mujeres al borde de un ataque de nervios (1988) | ¡Átame! (1990) | Tacones lejanos (1991) | Kika (1993) | La flor de mi secreto (1995) | Carne trémula (1997) | Todo sobre mi madre (1999) | Hable con ella (2002) | La mala educación (2004) | Volver (2006) | Los abrazos rotos (2009) | La piel que habito (2011) | Los amantes pasajeros (2013) | Julieta (2016) | Dolor y gloria (2019) | Madres paralelas (2021) | La habitación de al lado (2024) |
| --------------------- | ------------------------------------------------ | ---------------------------- | ---------------------- | ------------------------------------------ | -------------- | ----------------------- | ----------------------------------------------- | -------------- | ---------------------- | ----------- | ---------------------------- | -------------------- | -------------------------- | --------------------- | ------------------------ | ------------- | ------------------------ | ------------------------- | ---------------------------- | -------------- | --------------------- | ----------------------- | ------------------------------- |
| Carmen Maura          | ✘                                                |                              | ✘                      | ✘                                          | ✘              | ✘                       | ✘                                               |                |                        |             |                              |                      |                            |                       |                          | ✘             |                          |                           |                              |                |                       |                         |                                 |
| Kiti Mánver           | ✘                                                |                              |                        | ✘                                          |                |                         | ✘                                               |                |                        |             | ✘                            |                      |                            |                       |                          |               | ✘                        |                           |                              |                |                       |                         |                                 |
| Cecilia Roth          | ✘                                                | ✘                            | ✘                      | ✘                                          |                |                         |                                                 |                |                        |             |                              |                      | ✘                          |                       |                          |               |                          |                           | ✘                            |                | ✘                     |                         |                                 |
| Daniel Grao           |                                                  |                              |                        |                                            |                |                         |                                                 |                |                        |             |                              |                      |                            |                       |                          |               |                          |                           |                              | ✘              |                       |                         |                                 |
| Julieta Serrano       | ✘                                                |                              | ✘                      |                                            | ✘              |                         | ✘                                               | ✘              |                        |             |                              |                      |                            |                       |                          |               |                          |                           |                              |                | ✘                     | ✘                       |                                 |
| Fabio McNamara        | ✘                                                | ✘                            |                        | ✘                                          | ✘              | ✘                       |                                                 |                |                        |             |                              |                      |                            |                       |                          |               |                          |                           |                              |                |                       |                         |                                 |
| Assumpta Serna        | ✘                                                |                              |                        |                                            | ✘              |                         |                                                 |                |                        |             |                              |                      |                            |                       |                          |               |                          |                           |                              |                |                       |                         |                                 |
| Imanol Arias          |                                                  | ✘                            |                        |                                            |                |                         |                                                 |                |                        |             | ✘                            |                      |                            |                       |                          |               |                          |                           |                              |                |                       |                         |                                 |
| Helga Liné            |                                                  | ✘                            |                        |                                            |                | ✘                       |                                                 |                |                        |             |                              |                      |                            |                       |                          |               |                          |                           |                              |                |                       |                         |                                 |
| Marta Fernández Muro  |                                                  | ✘                            |                        |                                            |                | ✘                       |                                                 |                |                        |             |                              |                      |                            |                       |                          |               |                          |                           |                              |                |                       |                         |                                 |
| Antonio Banderas      |                                                  | ✘                            |                        |                                            | ✘              | ✘                       | ✘                                               | ✘              |                        |             |                              |                      |                            |                       |                          |               |                          | ✘                         | ✘                            |                | ✘                     |                         |                                 |
| Milena Smit           |                                                  |                              |                        |                                            |                |                         |                                                 |                |                        |             |                              |                      |                            |                       |                          |               |                          |                           |                              |                |                       | ✘                       |                                 |
| Luis Ciges            |                                                  | ✘                            |                        |                                            | ✘              |                         |                                                 |                |                        |             |                              |                      |                            |                       |                          |               |                          |                           |                              |                |                       |                         |                                 |
| Marisa Paredes        |                                                  |                              | ✘                      |                                            |                |                         |                                                 |                | ✘                      |             | ✘                            |                      | ✘                          | ✘                     |                          |               |                          | ✘                         |                              |                |                       |                         |                                 |
| Chus Lampreave        |                                                  |                              | ✘                      | ✘                                          | ✘              |                         | ✘                                               |                |                        |             | ✘                            |                      |                            | ✘                     |                          | ✘             | ✘                        |                           |                              |                |                       |                         |                                 |
| Micky Molina          |                                                  |                              | ✘                      |                                            |                | ✘                       |                                                 |                |                        |             |                              |                      |                            |                       |                          |               |                          |                           |                              |                |                       |                         |                                 |
| Ángel de Andrés López |                                                  |                              |                        | ✘                                          |                |                         | ✘                                               |                |                        |             |                              |                      |                            |                       |                          |               |                          |                           |                              |                |                       |                         |                                 |
| Verónica Forqué       |                                                  |                              |                        | ✘                                          | ✘              |                         |                                                 |                |                        | ✘           |                              |                      |                            |                       |                          |               |                          |                           |                              |                |                       |                         |                                 |
| Nacho Martínez        |                                                  |                              |                        |                                            | ✘              | ✘                       |                                                 |                | ✘                      |             |                              |                      |                            |                       |                          |               |                          |                           |                              |                |                       |                         |                                 |
| Eusebio Poncela       |                                                  |                              |                        |                                            | ✘              | ✘                       |                                                 |                |                        |             |                              |                      |                            |                       |                          |               |                          |                           |                              |                |                       |                         |                                 |
| Bibiana Fernández     |                                                  |                              |                        |                                            | ✘              | ✘                       |                                                 |                | ✘                      | ✘           |                              |                      |                            |                       |                          |               |                          |                           |                              |                |                       |                         |                                 |
| Fernando Guillén      |                                                  |                              |                        |                                            |                | ✘                       | ✘                                               |                |                        |             |                              |                      | ✘                          |                       |                          |               |                          |                           |                              |                |                       |                         |                                 |
| Rossy de Palma        |                                                  |                              |                        |                                            |                | ✘                       | ✘                                               | ✘              |                        | ✘           | ✘                            |                      |                            |                       |                          |               | ✘                        |                           |                              | ✘              |                       | ✘                       |                                 |
| María Barranco        |                                                  |                              |                        |                                            |                |                         | ✘                                               | ✘              |                        |             |                              |                      |                            |                       |                          |               |                          |                           |                              |                |                       |                         |                                 |
| Loles León            |                                                  |                              |                        |                                            |                |                         | ✘                                               | ✘              |                        |             |                              |                      |                            | ✘                     |                          |               |                          |                           |                              |                |                       |                         |                                 |
| Victoria Abril        |                                                  |                              |                        |                                            |                |                         |                                                 | ✘              | ✘                      | ✘           |                              |                      |                            |                       |                          |               |                          |                           |                              |                |                       |                         |                                 |
| Aitana Sánchez-Gijón  |                                                  |                              |                        |                                            |                |                         |                                                 |                |                        |             |                              |                      |                            |                       |                          |               |                          |                           |                              |                |                       | ✘                       |                                 |
| Javier Bardem         |                                                  |                              |                        |                                            |                |                         |                                                 |                | ✘                      |             |                              | ✘                    |                            |                       |                          |               |                          |                           |                              |                |                       |                         |                                 |
| Ángela Molina         |                                                  |                              |                        |                                            |                |                         |                                                 |                |                        |             |                              | ✘                    |                            |                       |                          |               | ✘                        |                           |                              |                |                       |                         |                                 |
| Penélope Cruz         |                                                  |                              |                        |                                            |                |                         |                                                 |                |                        |             |                              | ✘                    | ✘                          |                       |                          | ✘             | ✘                        |                           | ✘                            |                | ✘                     | ✘                       |                                 |
| Mariola Fuentes       |                                                  |                              |                        |                                            |                |                         |                                                 |                |                        |             |                              | ✘                    |                            | ✘                     |                          |               | ✘                        |                           |                              |                |                       |                         |                                 |
| Pepe Sancho           |                                                  |                              |                        |                                            |                |                         |                                                 |                |                        |             |                              | ✘                    |                            | ✘                     |                          |               |                          |                           |                              |                |                       |                         |                                 |
| Javier Cámara         |                                                  |                              |                        |                                            |                |                         |                                                 |                |                        |             |                              |                      |                            | ✘                     | ✘                        |               |                          |                           | ✘                            |                |                       |                         |                                 |
| Darío Grandinetti     |                                                  |                              |                        |                                            |                |                         |                                                 |                |                        |             |                              |                      |                            | ✘                     |                          |               |                          |                           |                              | ✘              |                       |                         |                                 |
| Elena Anaya           |                                                  |                              |                        |                                            |                |                         |                                                 |                |                        |             |                              |                      |                            | ✘                     |                          |               |                          | ✘                         |                              |                |                       |                         |                                 |
| Lluís Homar           |                                                  |                              |                        |                                            |                |                         |                                                 |                |                        |             |                              |                      |                            |                       | ✘                        |               | ✘                        |                           |                              |                |                       |                         |                                 |
| Lola Dueñas           |                                                  |                              |                        |                                            |                |                         |                                                 |                |                        |             |                              |                      |                            | ✘                     |                          | ✘             | ✘                        |                           | ✘                            |                |                       |                         |                                 |
| Blanca Portillo       |                                                  |                              |                        |                                            |                |                         |                                                 |                |                        |             |                              |                      |                            |                       |                          | ✘             | ✘                        |                           |                              |                |                       |                         |                                 |
| José Luis Gómez       |                                                  |                              |                        |                                            |                |                         |                                                 |                |                        |             |                              |                      |                            |                       |                          |               | ✘                        | ✘                         |                              |                |                       |                         |                                 |
| Carmen Machi          |                                                  |                              |                        |                                            |                |                         |                                                 |                |                        |             |                              |                      |                            | ✘                     |                          |               | ✘                        |                           | ✘                            |                |                       |                         |                                 |

### Banda sonora
| Compositores            | Pepi, Luci, Bom y otras chicas del montón (1980) | Laberinto de pasiones (1982) | Entre tinieblas (1983) | ¿Qué he hecho yo para merecer esto? (1984) | Matador (1986) | La ley del deseo (1987) | Mujeres al borde de un ataque de nervios (1988) | ¡Átame! (1990) | Tacones lejanos (1991) | Kika (1993) | La flor de mi secreto (1995) | Carne trémula (1997) | Todo sobre mi madre (1999) | Hable con ella (2002) | La mala educación (2004) | Volver (2006) | Los abrazos rotos (2009) | La piel que habito (2011) | Los amantes pasajeros (2013) | Julieta (2016) | Dolor y gloria (2019) | Madres paralelas (2021) |
| ----------------------- | ------------------------------------------------ | ---------------------------- | ---------------------- | ------------------------------------------ | -------------- | ----------------------- | ----------------------------------------------- | -------------- | ---------------------- | ----------- | ---------------------------- | -------------------- | -------------------------- | --------------------- | ------------------------ | ------------- | ------------------------ | ------------------------- | ---------------------------- | -------------- | --------------------- | ----------------------- |
| Alaska y los pegamoides | ✘                                                |                              |                        |                                            |                |                         |                                                 |                |                        |             |                              |                      |                            |                       |                          |               |                          |                           |                              |                |                       |                         |
| Bernardo Bonezzi        |                                                  | ✘                            |                        | ✘                                          | ✘              | ✘                       | ✘                                               |                |                        |             |                              |                      |                            |                       |                          |               |                          |                           |                              |                |                       |                         |
| Ennio Morricone         |                                                  |                              |                        |                                            |                |                         |                                                 | ✘              |                        |             |                              |                      |                            |                       |                          |               |                          |                           |                              |                |                       |                         |
| Ryuichi Sakamoto        |                                                  |                              |                        |                                            |                |                         |                                                 |                | ✘                      |             |                              |                      |                            |                       |                          |               |                          |                           |                              |                |                       |                         |
| Alberto Iglesias        |                                                  |                              |                        |                                            |                |                         |                                                 |                |                        |             | ✘                            | ✘                    | ✘                          | ✘                     | ✘                        | ✘             | ✘                        | ✘                         | ✘                            | ✘              | ✘                     | ✘                       |

### Fotografía
| Directores de fotografía | Pepi, Luci, Bom y otras chicas del montón (1980) | Laberinto de pasiones (1982) | Entre tinieblas (1983) | ¿Qué he hecho yo para merecer esto? (1984) | Matador (1986) | La ley del deseo (1987) | Mujeres al borde de un ataque de nervios (1988) | ¡Átame! (1990) | Tacones lejanos (1991) | Kika (1993) | La flor de mi secreto (1995) | Carne trémula (1997) | Todo sobre mi madre (1999) | Hable con ella (2002) | La mala educación (2004) | Volver (2006) | Los abrazos rotos (2009) | La piel que habito (2011) | Los amantes pasajeros (2013) | Julieta (2016) | Dolor y gloria (2019) | Madres paralelas (2021) | La habitación de al lado (2024) |
| ------------------------ | ------------------------------------------------ | ---------------------------- | ---------------------- | ------------------------------------------ | -------------- | ----------------------- | ----------------------------------------------- | -------------- | ---------------------- | ----------- | ---------------------------- | -------------------- | -------------------------- | --------------------- | ------------------------ | ------------- | ------------------------ | ------------------------- | ---------------------------- | -------------- | --------------------- | ----------------------- | ------------------------------- |
| Paco Femenía             | ✘                                                |                              |                        |                                            |                |                         |                                                 |                |                        |             |                              |                      |                            |                       |                          |               |                          |                           |                              |                |                       |                         |                                 |
| Ángel Luis Fernández     |                                                  | ✘                            | ✘                      | ✘                                          | ✘              | ✘                       |                                                 |                |                        |             |                              |                      |                            |                       |                          |               |                          |                           |                              |                |                       |                         |                                 |
| José Luis Alcaine        |                                                  |                              |                        |                                            |                |                         | ✘                                               | ✘              |                        |             |                              |                      |                            |                       | ✘                        | ✘             |                          | ✘                         | ✘                            |                | ✘                     | ✘                       |                                 |
| Alfredo Mayo             |                                                  |                              |                        |                                            |                |                         |                                                 |                | ✘                      | ✘           |                              |                      |                            |                       |                          |               |                          |                           |                              |                |                       |                         |                                 |
| Affonso Beato            |                                                  |                              |                        |                                            |                |                         |                                                 |                |                        |             | ✘                            | ✘                    | ✘                          |                       |                          |               |                          |                           |                              |                |                       |                         |                                 |
| Javier Aguirresarobe     |                                                  |                              |                        |                                            |                |                         |                                                 |                |                        |             |                              |                      |                            | ✘                     |                          |               |                          |                           |                              |                |                       |                         |                                 |
| Rodrigo Prieto           |                                                  |                              |                        |                                            |                |                         |                                                 |                |                        |             |                              |                      |                            |                       |                          |               | ✘                        |                           |                              |                |                       |                         |                                 |
| Jean-Claude Larrieu      |                                                  |                              |                        |                                            |                |                         |                                                 |                |                        |             |                              |                      |                            |                       |                          |               |                          |                           |                              | ✘              |                       |                         |                                 |
| Eduard Grau              |                                                  |                              |                        |                                            |                |                         |                                                 |                |                        |             |                              |                      |                            |                       |                          |               |                          |                           |                              |                |                       |                         | ✘                               |

### Montaje
| Montador     | Pepi, Luci, Bom y otras chicas del montón (1980) | Laberinto de pasiones (1982) | Entre tinieblas (1983) | ¿Qué he hecho yo para merecer esto? (1984) | Matador (1986) | La ley del deseo (1987) | Mujeres al borde de un ataque de nervios (1988) | ¡Átame! (1990) | Tacones lejanos (1991) | Kika (1993) | La flor de mi secreto (1995) | Carne trémula (1997) | Todo sobre mi madre (1999) | Hable con ella (2002) | La mala educación (2004) | Volver (2006) | Los abrazos rotos (2009) | La piel que habito (2011) | Los amantes pasajeros (2013) | Julieta (2016) | Dolor y gloria (2019) | Madres paralelas (2021) |
| ------------ | ------------------------------------------------ | ---------------------------- | ---------------------- | ------------------------------------------ | -------------- | ----------------------- | ----------------------------------------------- | -------------- | ---------------------- | ----------- | ---------------------------- | -------------------- | -------------------------- | --------------------- | ------------------------ | ------------- | ------------------------ | ------------------------- | ---------------------------- | -------------- | --------------------- | ----------------------- |
| José Salcedo | ✘                                                | ✘                            | ✘                      | ✘                                          | ✘              | ✘                       | ✘                                               | ✘              | ✘                      | ✘           | ✘                            | ✘                    | ✘                          | ✘                     | ✘                        | ✘             | ✘                        | ✘                         | ✘                            | ✘              |                       |                         |
| Teresa Font  |                                                  |                              |                        |                                            |                |                         |                                                 |                |                        |             |                              |                      |                            |                       |                          |               |                          |                           |                              |                | ✘                     | ✘                       |

### Vestuario
| Diseñadores/ figurinistas | Pepi, Luci, Bom y otras chicas del montón (1980) | Laberinto de pasiones (1982) | Entre tinieblas (1983) | ¿Qué he hecho yo para merecer esto? (1984) | Matador (1986) | La ley del deseo (1987) | Mujeres al borde de un ataque de nervios (1988) | ¡Átame! (1990) | Tacones lejanos (1991) | Kika (1993) | La flor de mi secreto (1995) | Carne trémula (1997) | Todo sobre mi madre (1999) | Hable con ella (2002) | La mala educación (2004) | Volver (2006) | Los abrazos rotos (2009) | La piel que habito (2011) | Los amantes pasajeros (2013) | Julieta (2016) | Dolor y gloria (2019) |
| ------------------------- | ------------------------------------------------ | ---------------------------- | ---------------------- | ------------------------------------------ | -------------- | ----------------------- | ----------------------------------------------- | -------------- | ---------------------- | ----------- | ---------------------------- | -------------------- | -------------------------- | --------------------- | ------------------------ | ------------- | ------------------------ | ------------------------- | ---------------------------- | -------------- | --------------------- |
| Francis Montesinos        |                                                  |                              | ✘                      |                                            | ✘              |                         |                                                 |                |                        |             |                              |                      |                            |                       |                          |               |                          |                           |                              |                |                       |
| Teresa Nieto              |                                                  |                              | ✘                      |                                            |                |                         |                                                 |                |                        |             |                              |                      |                            |                       |                          |               |                          |                           |                              |                |                       |
| Cecilia Roth              |                                                  |                              |                        | ✘                                          |                |                         |                                                 |                |                        |             |                              |                      |                            |                       |                          |               |                          |                           |                              |                |                       |
| José María de Cossío      |                                                  |                              |                        |                                            | ✘              | ✘                       | ✘                                               | ✘              | ✘                      | ✘           |                              | ✘                    | ✘                          |                       |                          |               |                          |                           |                              |                |                       |
| Karl Lagerfeld            |                                                  |                              |                        |                                            |                |                         |                                                 |                | ✘                      |             |                              |                      |                            |                       |                          |               | ✘                        |                           |                              |                |                       |
| Giorgio Armani            |                                                  |                              |                        |                                            |                |                         |                                                 |                | ✘                      |             |                              |                      |                            |                       |                          |               |                          |                           |                              |                |                       |
| Gianni Versace            |                                                  |                              |                        |                                            |                |                         |                                                 |                |                        | ✘           |                              |                      |                            |                       |                          |               |                          |                           |                              |                |                       |
| Jean-Paul Gaultier        |                                                  |                              |                        |                                            |                |                         |                                                 |                |                        | ✘           |                              |                      |                            |                       | ✘                        |               |                          | ✘                         |                              |                |                       |
| Hugo Mezcua               |                                                  |                              |                        |                                            |                |                         |                                                 |                |                        |             | ✘                            |                      |                            |                       |                          |               |                          |                           |                              |                |                       |
| Sabine Daigeler           |                                                  |                              |                        |                                            |                |                         |                                                 |                |                        |             |                              |                      | ✘                          |                       |                          | ✘             |                          |                           |                              |                |                       |
| Sonia Grande              |                                                  |                              |                        |                                            |                |                         |                                                 |                |                        |             |                              |                      |                            | ✘                     |                          |               | ✘                        |                           |                              | ✘              |                       |
| Paco Delgado              |                                                  |                              |                        |                                            |                |                         |                                                 |                |                        |             |                              |                      |                            |                       | ✘                        |               |                          | ✘                         |                              |                |                       |
| Tatiana Hernández         |                                                  |                              |                        |                                            |                |                         |                                                 |                |                        |             |                              |                      |                            |                       |                          |               |                          |                           | ✘                            |                |                       |
| David Delfín              |                                                  |                              |                        |                                            |                |                         |                                                 |                |                        |             |                              |                      |                            |                       |                          |               |                          |                           | ✘                            |                |                       |
| Paola Torres              |                                                  |                              |                        |                                            |                |                         |                                                 |                |                        |             |                              |                      |                            |                       |                          |               |                          |                           |                              |                | ✘                     |

## Libros
- Fuego en las entrañas (Ediciones La Cúpula, 1981)
- Patty Diphusa y otros textos (Anagrama, 1991)
- El último sueño (Reservoir Books, 2023)

## Productor

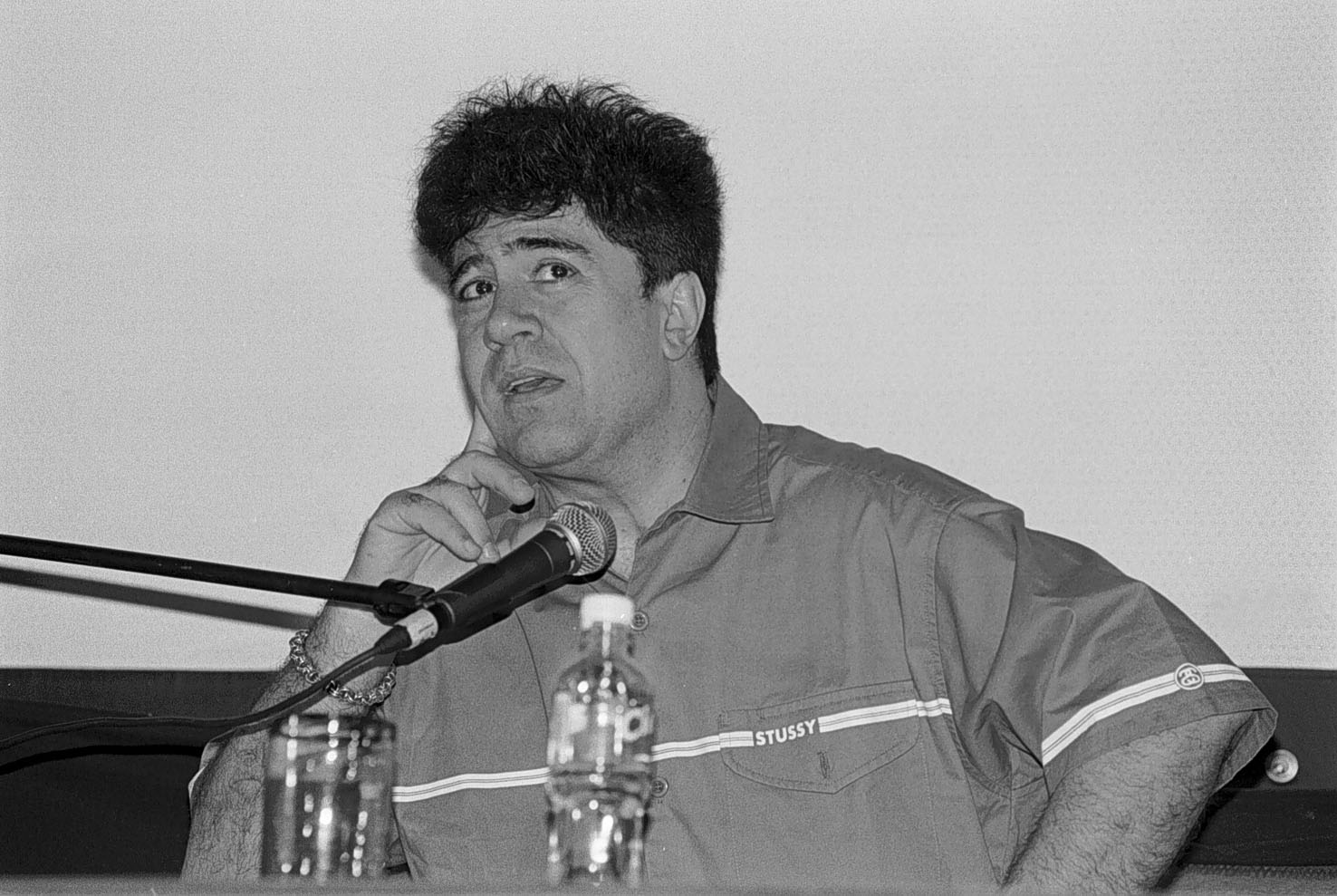
Pedro Almodóvar en 1993.

Al margen de su actividad como director de cine, Pedro Almodóvar es uno de los más importantes productores españoles: la compañía El Deseo, fundada en 1985 junto con su hermano Agustín, ha producido, además de sus propios filmes, los de directores como Álex de la Iglesia, Guillermo del Toro o Isabel Coixet.
Su hermano Agustín ha logrado que El Deseo crezca hasta colocarla entre las primeras del país. En el año 2000 Almodóvar, por su capacidad para financiar sus películas y de atraer al público, ya aparecía como uno de los 100 directores más poderosos del mundo en la revista de la industria del cine Hollywood Reporter, en el lugar 64, por delante de leyendas del cine estadounidense como Robert Altman o Terrence Malick.

### Títulos
Las siguientes películas fueron producidas por Pedro Almodóvar y Agustín Almodóvar (El Deseo): Matador (1986), La ley del deseo (1987), Mujeres al borde de un ataque de nervios (1988), ¡Átame! (1989), Tacones lejanos (1991), Kika (1993), La flor de mi secreto (1995), Carne trémula (1997), Todo sobre mi madre (1999), Hable con ella (2002), La mala educación (2004), Volver (2006), Los abrazos rotos (2009), junto con:
| Año  | Película                        | Director           |
| ---- | ------------------------------- | ------------------ |
| 1993 | Acción mutante                  | Álex de la Iglesia |
| 1996 | Mi nombre es sombra             | Gonzalo Suárez     |
| 2001 | El espinazo del diablo          | Guillermo del Toro |
| 2002 | Mi vida sin mí                  | Isabel Coixet      |
| 2004 | La niña santa                   | Lucrecia Martel    |
| 2005 | La vida secreta de las palabras | Isabel Coixet      |
| 2007 | La mujer rubia                  | Lucrecia Martel    |
| 2014 | Relatos salvajes                | Damián Szifron     |
| 2015 | El Clan                         | Pablo Trapero      |
| 2018 | El Ángel                        | Luis Ortega        |
| 2022 | Nieva en Benidorm               | Isabel Coixet      |

## Premios

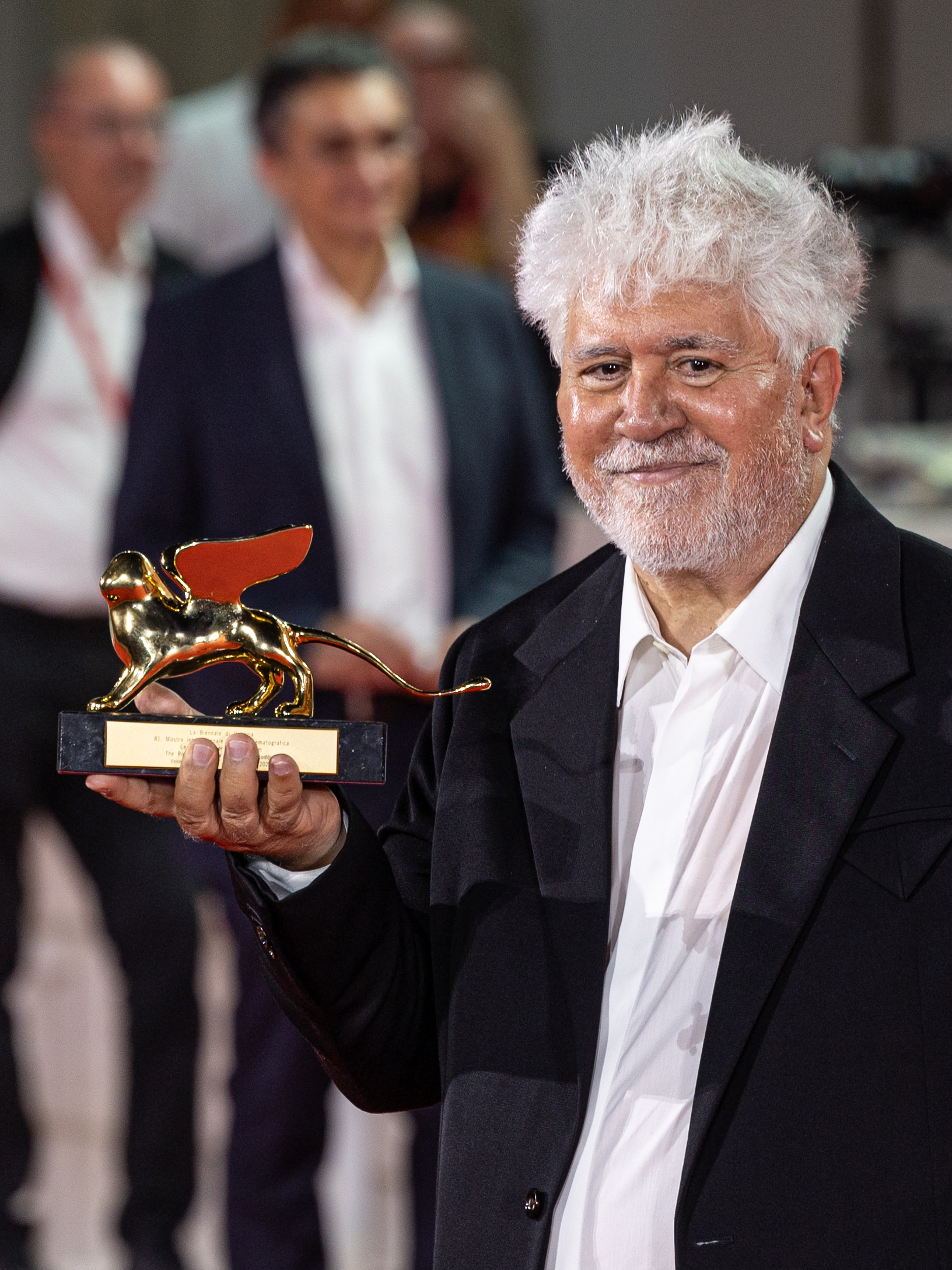
Pedro Almodóvar con el León de Oro que recibió en el Festival Internacional de Cine de Venecia de 2024.

### Certámenes anuales
Premios Óscar
| Año  | Categoría                    | Película                                 | Resultado |
| ---- | ---------------------------- | ---------------------------------------- | --------- |
| 1988 | Mejor película extranjera    | Mujeres al borde de un ataque de nervios | Nominado  |
| 2000 | Mejor película extranjera    | Todo sobre mi madre                      | Ganador   |
| 2003 | Mejor director               | Hable con ella                           | Nominado  |
| 2003 | Mejor guion original         | Hable con ella                           | Ganador   |
| 2019 | Mejor película internacional | Dolor y gloria                           | Nominado  |

Premios BAFTA
| Año  | Categoría                 | Película                                 | Resultado |
| ---- | ------------------------- | ---------------------------------------- | --------- |
| 1989 | Mejor película extranjera | Mujeres al borde de un ataque de nervios | Nominado  |
| 1998 | Mejor película extranjera | Carne trémula                            | Nominado  |
| 1999 | Mejor película extranjera | Todo sobre mi madre                      | Ganador   |
| 1999 | Mejor director            | Todo sobre mi madre                      | Ganador   |
| 1999 | Mejor guion original      | Todo sobre mi madre                      | Nominado  |
| 2002 | Mejor guion original      | Hable con ella                           | Ganador   |
| 2002 | Mejor película extranjera | Hable con ella                           | Ganador   |
| 2004 | Mejor película extranjera | La mala educación                        | Nominado  |
| 2006 | Mejor película extranjera | Volver                                   | Nominado  |
| 2009 | Mejor película extranjera | Los abrazos rotos                        | Nominado  |
| 2011 | Mejor película extranjera | La piel que habito                       | Ganador   |
| 2016 | Mejor película extranjera | Julieta                                  | Nominado  |
| 2020 | Mejor película extranjera | Dolor y gloria                           | Nominado  |
| 2021 | Mejor película extranjera | Madres paralelas                         | Nominado  |

Premios Goya
| Año  | Categoría                     | Película                                 | Resultado |
| ---- | ----------------------------- | ---------------------------------------- | --------- |
| 1988 | Mejor director                | Mujeres al borde de un ataque de nervios | Nominado  |
| 1988 | Mejor película                | Mujeres al borde de un ataque de nervios | Ganador   |
| 1988 | Mejor guion original          | Mujeres al borde de un ataque de nervios | Ganador   |
| 1990 | Mejor guion original          | ¡Átame!                                  | Nominado  |
| 1990 | Mejor película                | ¡Átame!                                  | Nominado  |
| 1990 | Mejor director                | ¡Átame!                                  | Nominado  |
| 1995 | Mejor director                | La flor de mi secreto                    | Nominado  |
| 1999 | Mejor director                | Todo sobre mi madre                      | Ganador   |
| 1999 | Mejor película                | Todo sobre mi madre                      | Ganador   |
| 1999 | Mejor guion original          | Todo sobre mi madre                      | Nominado  |
| 2002 | Mejor director                | Hable con ella                           | Nominado  |
| 2002 | Mejor película                | Hable con ella                           | Nominado  |
| 2002 | Mejor guion original          | Hable con ella                           | Nominado  |
| 2004 | Mejor director                | La mala educación                        | Nominado  |
| 2004 | Mejor película                | La mala educación                        | Nominado  |
| 2006 | Mejor director                | Volver                                   | Ganador   |
| 2006 | Mejor película                | Volver                                   | Ganador   |
| 2006 | Mejor guion original          | Volver                                   | Nominado  |
| 2009 | Mejor guion original          | Los abrazos rotos                        | Nominado  |
| 2011 | Mejor guion adaptado          | La piel que habito                       | Nominado  |
| 2011 | Mejor director                | La piel que habito                       | Nominado  |
| 2011 | Mejor película                | La piel que habito                       | Nominado  |
| 2014 | Mejor película Iberoamericana | Relatos salvajes                         | Ganador   |
| 2016 | Mejor director                | Julieta                                  | Nominado  |
| 2016 | Mejor guion adaptado          | Julieta                                  | Nominado  |
| 2020 | Mejor guion original          | Dolor y gloria                           | Ganador   |
| 2020 | Mejor director                | Dolor y gloria                           | Ganador   |
| 2020 | Mejor película                | Dolor y gloria                           | Ganador   |
| 2021 | Mejor película                | Madres paralelas                         | Nominado  |
| 2021 | Mejor director                | Madres paralelas                         | Nominado  |
| 2024 | Mejor guion adaptado          | La habitación de al lado                 | Ganador   |
| 2024 | Mejor director                | La habitación de al lado                 | Nominado  |

Premios César
| Año  | Categoría                          | Película            | Resultado |
| ---- | ---------------------------------- | ------------------- | --------- |
| 1990 | Mejor película extranjera          | ¡Átame!             | Nominado  |
| 1992 | Mejor película extranjera          | Tacones lejanos     | Ganador   |
| 1999 | César de honor                     | César de honor      | Ganador   |
| 2000 | Mejor película extranjera          | Todo sobre mi madre | Ganador   |
| 2003 | Mejor película de la Unión Europea | Hable con ella      | Ganador   |
| 2005 | Mejor película de la Unión Europea | La mala educación   | Nominado  |
| 2007 | Mejor película extranjera          | Volver              | Nominado  |
| 2020 | Mejor película extranjera          | Dolor y gloria      | Nominado  |
| 2021 | Mejor película extranjera          | Madres paralelas    | Nominado  |

Premios David de Donatello
| Año  | Categoría                           | Película                                 | Resultado |
| ---- | ----------------------------------- | ---------------------------------------- | --------- |
| 1988 | Premio al mejor director extranjero | Mujeres al borde de un ataque de nervios | Ganador   |

Premios Globo de Oro
| Año  | Categoría                           | Película                                 | Resultado |
| ---- | ----------------------------------- | ---------------------------------------- | --------- |
| 1989 | Mejor película en lengua no inglesa | Mujeres al borde de un ataque de nervios | Nominado  |
| 1992 | Mejor película en lengua no inglesa | Tacones lejanos                          | Nominado  |
| 2000 | Mejor película en lengua no inglesa | Todo sobre mi madre                      | Ganador   |
| 2003 | Mejor película en lengua no inglesa | Hable con ella                           | Ganador   |
| 2007 | Mejor película en lengua no inglesa | Volver                                   | Nominado  |
| 2010 | Mejor película en lengua no inglesa | Los abrazos rotos                        | Nominado  |
| 2012 | Mejor película en lengua no inglesa | La piel que habito                       | Nominado  |
| 2020 | Mejor película en lengua no inglesa | Dolor y gloria                           | Nominado  |
| 2021 | Mejor película en lengua no inglesa | Madres paralelas                         | Nominado  |

Premios Cóndor de Plata
| Año  | Categoría                                  | Película            | Resultado |
| ---- | ------------------------------------------ | ------------------- | --------- |
| 1999 | Mejor película extranjera                  | Todo sobre mi madre | Nominado  |
| 2003 | Mejor película extranjera                  | Hable con ella      | Ganador   |
| 2005 | Mejor película extranjera de habla hispana | La mala educación   | Nominado  |
| 2007 | Mejor película iberoamericana              | Volver              | Ganador   |
| 2010 | Mejor película iberoamericana              | Los abrazos rotos   | Nominado  |
| 2012 | Mejor película iberoamericana              | La piel que habito  | Nominado  |

Medallas del Círculo de Escritores Cinematográficos
| Año  | Categoría            | Película           | Resultado |
| ---- | -------------------- | ------------------ | --------- |
| 2006 | Mejor director       | Volver             | Ganador   |
| 2006 | Mejor guion original | Volver             | Ganador   |
| 2009 | Mejor guion original | Los abrazos rotos  | Nominado  |
| 2011 | Mejor guion adaptado | La piel que habito | Nominado  |
| 2019 | Mejor director       | Dolor y gloria     | Ganador   |
| 2019 | Mejor guion original | Dolor y gloria     | Ganador   |
| 2021 | Mejor director       | Madres paralelas   | Nominado  |

Premios Platino
| Año  | Categoría       | Película | Resultado |
| ---- | --------------- | -------- | --------- |
| 2017 | Mejor dirección | Julieta  | Ganador   |

### Festivales
Festival Internacional de Cine de Cannes
| Año  | Categoría                | Película            | Resultado |
| ---- | ------------------------ | ------------------- | --------- |
| 1999 | Premio al mejor director | Todo sobre mi madre | Ganador   |
| 2006 | Premio al mejor guion    | Volver              | Ganador   |

Festival Internacional de Cine de Venecia
| Año  | Categoría                          | Película                                 | Resultado |
| ---- | ---------------------------------- | ---------------------------------------- | --------- |
| 1988 | Golden Osella al mejor guion       | Mujeres al borde de un ataque de nervios | Ganador   |
| 2019 | León de Oro a toda una trayectoria | -                                        | Ganador   |
| 2024 | León de Oro                        | La habitación de al lado                 | Ganador   |

Festival Internacional de Cine de Berlín
| Año  | Categoría    | Película         | Resultado |
| ---- | ------------ | ---------------- | --------- |
| 1987 | Premio Teddy | La ley del deseo | Ganador   |

Festival de Cine de Bogotá
| Año  | Categoría      | Película         | Resultado |
| ---- | -------------- | ---------------- | --------- |
| 1987 | Mejor director | La ley del deseo | Ganador   |

### Otros reconocimientos
- Premio Nacional de Cinematografía (1990).
- Premio Príncipe de Asturias de las Artes (2006).[45]
- Estrella en el paseo de la fama de Madrid (2011).
- Premio Renoir del Sindicato de Guionistas de EE. UU. (2015).
- Premio Feroz de Honor (2023).[46]
- Premio Donostia del Festival de San Sebastián (2024).[47]

## Curiosidades
En 2025, en el Salón del Mueble de Milán, se presentó la colección ‘Cromática Collection’ de la marca francesa de mobiliario Roche Bobois en el que se rendía homenaje a su rico universo creativo. La colección contó con alfombras, como una llena de flores en tonos rojos y rosas, dedicada a ‘Volver’, o sofás de un conocido modelo de la marca tapizados en brillantes azul, verde, rojo o amarillo.